# Paul Page
Pour les articles homonymes, voir Page.
Paul Page, né le 13 mai 1903 et mort le 28 avril 1974, est un acteur américain.

## Biographie
Né le 13 mai 1903 sous le nom Campbell U. Hicks, il est le fils de Robert C. Hicks et Laura Conant Hicks.
Il a fait ses études au  Baltimore Polytechnic Institute, et est sorti de St. John's College à Annapolis avec un diplôme d'ingénieur, avant de se lancer dans une carrière d'acteur. En juillet 1929 il se marie avec Ethel Allis.

## Filmographie
- 1929 : Speakeasy : Paul Martin
- 1929 : Protection (en) : Chick Slater
- 1929 : Happy Days

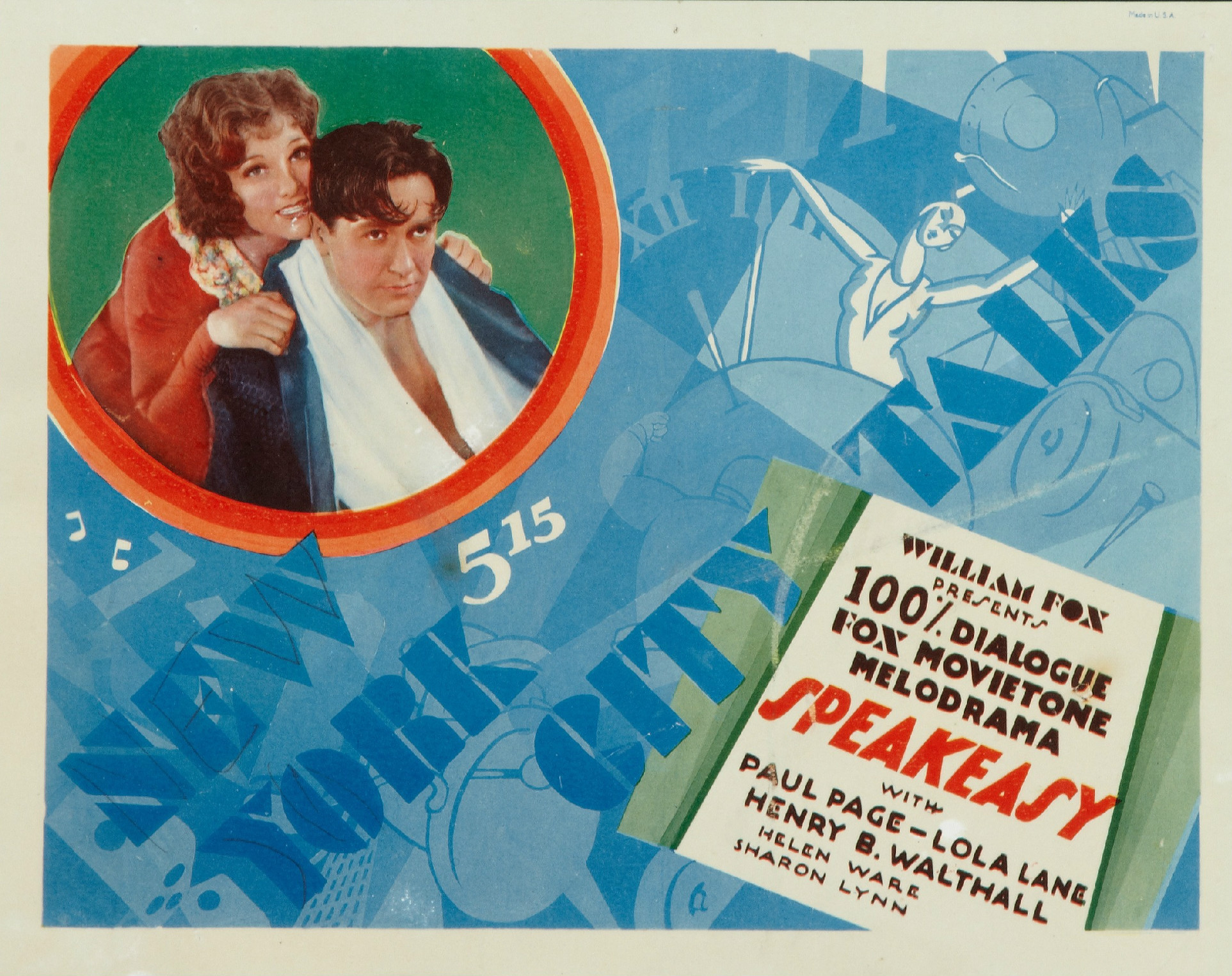
Paul Page et Lola Lane dans Speakeasy (1929).

- 1929 : L'Affaire Burton (The Girl from Havana) de Benjamin Stoloff :  Allan Grant[4]
- 1930 : Hommes sans femmes (Men Without Women)
- 1930 : The Golden Calf (en) : Edwards
- 1930 : The Naughty Flirt
- 1930 : Born Reckless : Ritzy Reilly
- 1931 : Palmy Days : Steve
- 1931 : Pleasure (en) : George Whitney
- 1932 : Bachelor Mother : Arthur Hall
- 1933:  Below the Sea : Bert Jackson[5]
- 1934 : The Road to Ruin : Ralph Bennett
- 1934 : Miracle d'amour (Have a Heart) : Joe Lacey
- 1934 : The Moth (en) : George Duncan
- 1934 : Kentucky Kernels (en) : Jerry Bronson